# Morería (población)
La morería (de moro, es un término que puede referirse a: era la población mudéjar o morisca de una localidad perteneciente a un reino cristiano medieval peninsular y que se regía por reglas específicas en todos los ámbitos (político, jurídico, fiscal, religioso, etc.), al considerarse una comunidad separada.

## Historia
El final de las "morerías" de la península ibérica —en su referida primera acepción— fue provocado por el bautismo obligatorio que siguió como represalia a la rebelión del Albaicín y la revuelta mudéjar de 1499-1502 (dándose a los bautizados el nombre de moriscos). Hasta entonces se habían respetado las cláusulas de rendición firmadas por los Reyes Católicos y Boabdil en 1492. En su segunda acepción de barrio musulmán, las "morerías" fueron desapareciendo con la diáspora morisca decretada tras la Rebelión de las Alpujarras (1567-1571), y de forma definitiva con la expulsión de los moriscos (1609).

## Uso lingüístico
Desde el siglo XVII se registra el uso del término morería con carácter despectivo, para referirse, denominar y calificar toda reunión o territorio —"tierra de moros"— relacionados u ocupados por individuos o pueblos del mundo islámico (en términos religiosos), el mundo árabe (en términos culturales, idiomáticos o étnicos) o el Magreb (en términos geográficos, respondiendo al concepto de moro como procedente del Noroeste de África); conceptos no coincidentes entre sí, por eso si cabe tiene un carácter más xenófobo.